# Shenzhou 14
Shenzhou 14 è il nono volo spaziale cinese con equipaggio. È stato lanciato il 5 giugno 2022 dal Centro spaziale di Jiuquan a bordo di un lanciatore Lunga Marcia 2F. L'equipaggio è composto da tre astronauti del People's Liberation Army Astronaut Corps (PLAAC), il comandante Chen Dong, l'operatore Liu Yang e l'operatore dei sistemi di bordo Cai Xuzhe. Lo scopo della missione è raggiungere la stazione spaziale Tiangong dove l'equipaggio trascorrerà sei mesi per continuare la preparazione della nuova stazione in vista dell'arrivo degli ultimi due moduli.

## Background
Shenzhou 14 è la seconda missione di lunga durata del programma spaziale cinese; a partire questa missione, la permanenza in orbita di sei mesi diventerà la tipica durata di una missione sulla nuova stazione spaziale cinese Tiangong. È inoltre la terza missione con equipaggio a bordo della Tiangong, la cui costruzione terminerà a fine 2022. Oltre al modulo Tianhe già in orbita, verranno lanciati rispettivamente a luglio e a ottobre 2022 gli ultimi due moduli, Wentian e Mengtian.

## Equipaggio
L'equipaggio, composto dagli aviatori e Senior Colonel Chen Dong, Liu Yang e Cai Xuzhe, venne ufficializzato durante una conferenza stampa il 4 giugno 2022.. Si tratta del secondo volo per Chen e Liu, che hanno volato rispettivamente nelle missioni  Shenzhou 11 e  Shenzhou 9, mentre per Cai è il primo volo spaziale.
| Ruolo                 | Equipaggio                   | Equipaggio                   |
| --------------------- | ---------------------------- | ---------------------------- |
| Comandante            | Chen Dong, CNSA Secondo volo | Chen Dong, CNSA Secondo volo |
| Operatore             | Liu Yang, CNSA Secondo volo  | Liu Yang, CNSA Secondo volo  |
| Operatore dei sistemi | Cai Xuzhe, CNSA Primo volo   | Cai Xuzhe, CNSA Primo volo   |

## Missione

### Lancio e attracco
Il lancio avvenne il 5 giugno 2022 alle 02:44 dal Centro spaziale di Jiuquan a bordo di un lanciatore Lunga Marcia 2F. Il viaggio verso la stazione Tiangong durò sette ore, culminato con l'attracco al boccaporto anteriore di Tianhe avvenuto alle 9:50. In vista dell'arrivo dell'equipaggio, un mese prima, nel maggio 2022, venne lanciato e agganciato il veicolo di rifornimento Tianzhou 4 per consegnare provviste e attrezzature per l'equipaggio.

### Permanenza in orbita
Durante la permanenza di sei mesi, l'equipaggio si occuperà dell'arrivo dei moduli Wentian e Mengtian, previsto rispettivamente per luglio e ottobre 2022. L'equipaggio successivo, Shenzhou 15, arriverà sulla Tiangong a dicembre 2022, dieci giorni prima del ritorno sulla Terra della Shenzhou 14, rendendo la stazione perennemente abitata per un periodo esteso.